# Пра Филипо (Комо)
Пра Филипо је насеље у Италији у округу Комо, региону Ломбардија.
Према процени из 2011. у насељу је живело 4 становника. Насеље се налази на надморској висини од 874 м.